# مالکوم کاکوتالوا
مالکوم کاکوتالوا (انگلیسی: Malcolm Cacutalua؛ زادهٔ ۱۵ نوامبر ۱۹۹۴) بازیکن فوتبال اهل آلمان است.
از باشگاه‌هایی که در آن بازی کرده‌است می‌توان به باشگاه فوتبال گروتر فورث، باشگاه فوتبال بوخوم، و باشگاه فوتبال بایر ۰۴ لورکوزن اشاره کرد.
وی همچنین در تیم‌های ملی فوتبال زیر ۲۰ سال آلمان و زیر ۲۱ سال آلمان بازی کرده‌است.